# Kobe Corbanie
Kobe Corbanie (Malinas, Amberes, 10 de mayo de 2005) es un futbolista belga. Juega de lateral derecho o pivote y su equipo actual es el Royal Antwerp Football Club de la Primera División de Bélgica.

## Trayectoria
Kobe comenzó a jugar al fútbol en VK Heindonk, club en el que estuvo 2 años, luego jugó una temporada en KV Malinas. Posteriormente pasó 5 temporadas en Lierse SK y en el año 2018 se unió a las juveniles del Royal Antwerp Football Club, compartió categoría con Arthur Vermeeren, culminó su formación allí.
Debutó como profesional el 15 de enero de 2023, el entrenador Mark van Bommel lo hizo ingresar al minuto 85 para enfrentar al Royale Union Saint-Gilloise pero perdieron 2-0, en lo que fue la fecha 20 del campeonato nacional. Disputó sus primeros minutos con 17 años y la camiseta número 52.
Estuvo a la orden en el banquillo de suplentes en todos los partidos hasta el final del campeonato, ingresó en 5 oportunidades. Además participó en un encuentro de la Copa de Bélgica, en el partido revancha de la semifinal contra Union Saint-Gilloise, fueron a penales, convirtió el suyo y clasificaron a la final tras ganar 5-3.
Antwerp se coronó campeón de la Copa de Bélgica 2022-23 y la Pro League 2022-23.
Debido a una lesión no pudo estar presente al final de la temporada 2022-23 y el comienzo de la 2023-24, sus compañeros ganaron la Supercopa de Bélgica, de igual forma firmó su primer contrato profesional el 20 de junio de 2023, por tres años.

## Selección nacional
Ha sido internacional con la selección de fútbol de Bélgica en las categorías juveniles sub-17, sub-18 y sub-19.

## Estadísticas

### Clubes
Actualizado al último partido citado el 3 de agosto de 2025.
| Club                          | Div.          | Temporada     | Liga  | Liga  | Liga   | Copas nacionales | Copas nacionales | Copas nacionales | Copas internacionales | Copas internacionales | Copas internacionales | Total | Total | Total  |
| Club                          | Div.          | Temporada     | Part. | Goles | Asist. | Part.            | Goles            | Asist.           | Part.                 | Goles                 | Asist.                | Part. | Goles | Asist. |
| ----------------------------- | ------------- | ------------- | ----- | ----- | ------ | ---------------- | ---------------- | ---------------- | --------------------- | --------------------- | --------------------- | ----- | ----- | ------ |
| Royal Antwerp F. C. · Bélgica | 1.ª           | 2022-23       | 6     | 0     | 0      | 1                | 0                | 0                | -                     | -                     | -                     | 7     | 0     | 0      |
| Royal Antwerp F. C. · Bélgica | 1.ª           | 2023-24       | 10    | 1     | 1      | 4                | 0                | 0                | 2                     | 0                     | 0                     | 16    | 1     | 1      |
| Royal Antwerp F. C. · Bélgica | 1.ª           | 2024-25       | 27    | 0     | 0      | 4                | 1                | 1                | —                     | —                     | —                     | 31    | 1     | 1      |
| Royal Antwerp F. C. · Bélgica | 1.ª           | 2025-26       | 0     | 0     | 0      | 0                | 0                | 0                | —                     | —                     | —                     | 0     | 0     | 0      |
| Royal Antwerp F. C. · Bélgica | Total club    | Total club    | 43    | 1     | 1      | 9                | 1                | 1                | 2                     | 0                     | 0                     | 54    | 2     | 2      |
| Total carrera                 | Total carrera | Total carrera | 43    | 1     | 1      | 9                | 1                | 1                | 2                     | 0                     | 0                     | 54    | 2     | 2      |
| 1. 2.                         |               |               |       |       |        |                  |                  |                  |                       |                       |                       |       |       |        |

### Selección
Actualizado al último partido citado el 26 de marzo de 2024.
| Selección         | Temporada         | Continental | Continental | Continental | Mundial | Mundial | Mundial | Amistosos | Amistosos | Amistosos | Total | Total | Total  |
| Selección         | Temporada         | Part.       | Goles       | Asist.      | Part.   | Goles   | Asist.  | Part.     | Goles     | Asist.    | Part. | Goles | Asist. |
| ----------------- | ----------------- | ----------- | ----------- | ----------- | ------- | ------- | ------- | --------- | --------- | --------- | ----- | ----- | ------ |
| Sub-17 · Bélgica  | 2021-22           | -           | -           | -           | —       | —       | —       | 4         | 0         | 0         | 4     | 0     | 0      |
| Sub-17 · Bélgica  | Total sel.        | 0           | 0           | 0           | 0       | 0       | 0       | 4         | 0         | 0         | 4     | 0     | 0      |
| Sub-18 · Bélgica  | 2023              | —           | —           | —           | —       | —       | —       | 3         | 0         | 0         | 3     | 0     | 0      |
| Sub-18 · Bélgica  | Total sel.        | 0           | 0           | 0           | 0       | 0       | 0       | 3         | 0         | 0         | 3     | 0     | 0      |
| Sub-19 · Bélgica  | 2023-24           | 6           | 1           | 0           | —       | —       | —       | -         | -         | -         | 6     | 1     | 1      |
| Sub-19 · Bélgica  | Total sel.        | 6           | 1           | 0           | 0       | 0       | 0       | 0         | 0         | 0         | 6     | 1     | 0      |
| Total selecciones | Total selecciones | 6           | 1           | 0           | 0       | 0       | 0       | 7         | 0         | 0         | 13    | 1     | 0      |
| 1.                |                   |             |             |             |         |         |         |           |           |           |       |       |        |

## Palmarés

### Títulos nacionales
| Título                      | Club                | País    | Año  |
| --------------------------- | ------------------- | ------- | ---- |
| Copa de Bélgica             | Royal Antwerp F. C. | Bélgica | 2023 |
| Primera División de Bélgica | Royal Antwerp F. C. | Bélgica | 2023 |